# Savonnières
 Savonnières  ist eine französische Gemeinde mit 3.346 Einwohnern (Stand 1. Januar 2022) im Département Indre-et-Loire in der Region Centre-Val de Loire; sie gehört zum Arrondissement Tours und zum Kanton Ballan-Miré.

## Geographie
Im Norden des Gemeindegebietes verläuft der Fluss Cher im Süden der Vieux Cher.
Nachbargemeinden von Savonnières sind Ballan-Miré im Südwesten, Druye im Süden, Villandry im Westen sowie Berthenay und Saint-Genouph im Nordwesten.
Savonnières hat einen Bahnhof an der Bahnstrecke Tours–Saint-Nazaire.

## Geschichte und Bevölkerungsentwicklung
Saponaria ist der Name, den die Römer Gütern gaben, die gallische Seife herstellten (vergleiche z. B. auch Savennières nahe Angers oder Savonnières-en-Perthois bei Saint-Dizier). Diese Güter befanden sich immer in der Nähe von den Römern erbauter Städte wie hier an der Straße von Caesarodunum (Tours) nach Caino (Chinon). Die Gründung des Guts wird auf das erste Jahrhundert u. Z. datiert.
Im 7. Jahrhundert wurden zwei Dörfer zur Stadt Saponaria, die unter der Herrschaft des Bischofs von Tours stand, zusammengeschlossen. Ein Vorgänger der heutigen Saint-Gervais-und-Saint-Protais stammte aus dieser Zeit. Dank der Entwicklung des Flusshandels war die Stadt bis Mitte des 9. Jahrhunderts wohlhabend, wurde dann aber in der zweiten Hälfte des 9. Jahrhunderts mehrfach Opfer von Normanneneinfällen, bei denen vermutlich auch die Kirche zerstört wurde.
1138 übertrug Hugues d'Étampes, Erzbischof von Tours eine neuerbaute Steinkirche an die Abtei Toussaint d'Angers und um 1150 wurde eine befestigte Burg errichtet. Bis zur Revolution verfügte die Burgvogtei über einen Gerichtshof und war Sitz eines königlichen Notars. Ab dem 13. Jahrhundert war Savonnières nicht mehr der Hauptwohnsitz der Burgherren. In den folgenden Jahren ging die Vogtei durch viele Hände. Die Stadt brachte es in dieser Zeit dank eines Salzzolls und dem Handel auf den Binnenwasserstrassen wieder zu Wohlstand.
Auch im 19. Jahrhundert war der Flussverkehr auf dem Cher noch sehr wichtig. Im Hafen von Savonnières wurden jährlich 2000 Schiffe abgefertigt. 1838 wurde eine Knabenschule gegründet, 1872 eine Mädchenschule und 1852 erfolgte der Bau einer ersten Hängebrücke über den Cher, der Eisenbahnlinie und des Bahnhofs.
| Jahr      | 1962 | 1968 | 1975 | 1982 | 1990 | 1999 | 2007 | 2012 | 2018 |
| Einwohner | 1116 | 1260 | 1446 | 1813 | 2030 | 2558 | 2970 | 3132 | 3153 |

## Sehenswürdigkeiten
- Höhlen von Savonnières
- Kirche Saint-Gervais-Saint-Protais (12. Jahrhundert, Monument historique)
- Manoir de la Carmerie (17. Jahrhundert)
- Schloss Les Touches (17. Jahrhundert)
- Manoir du Plessis (16./17. Jahrhundert)

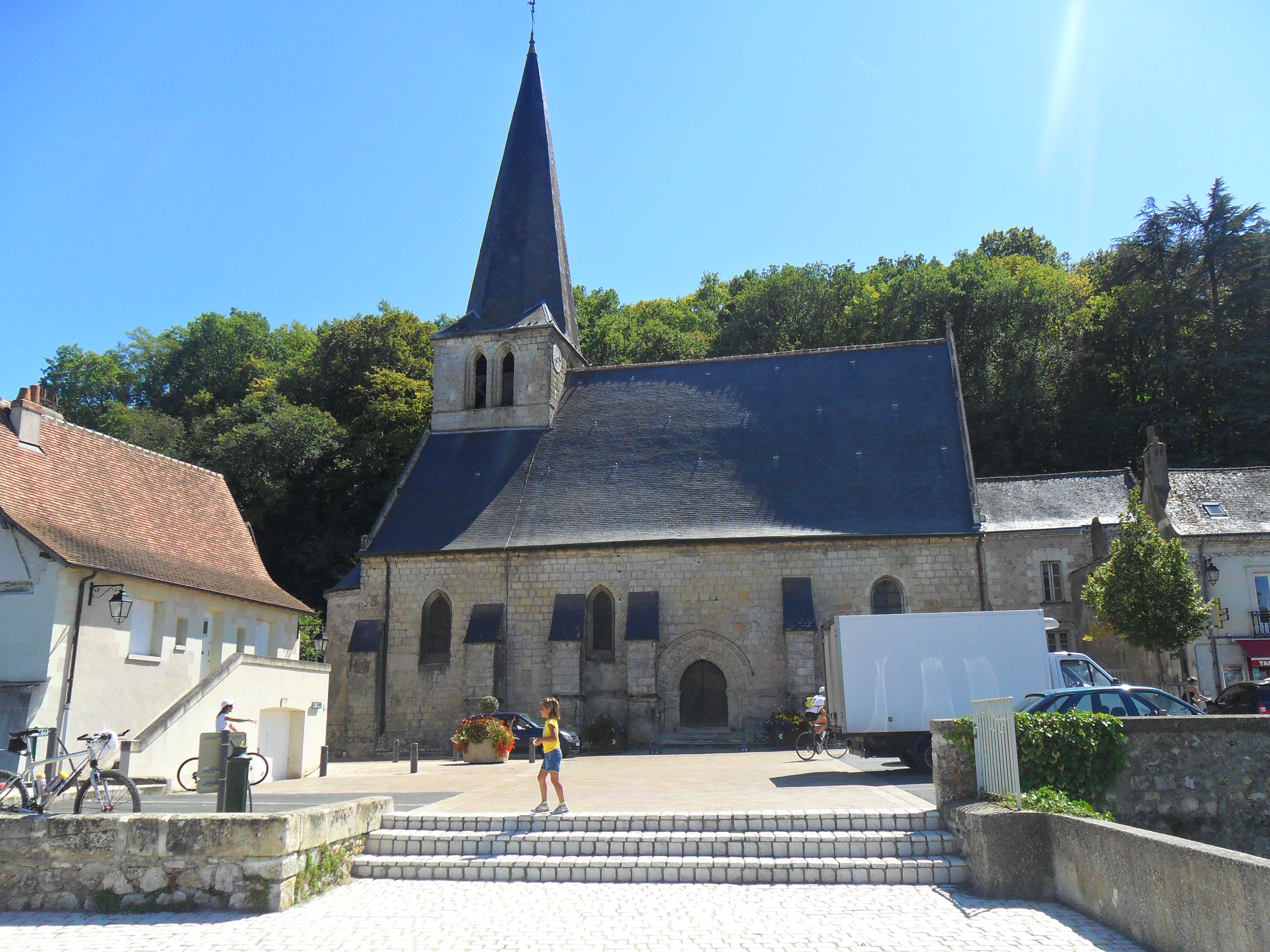
Kirche Saint-Gervais-Saint-Protais
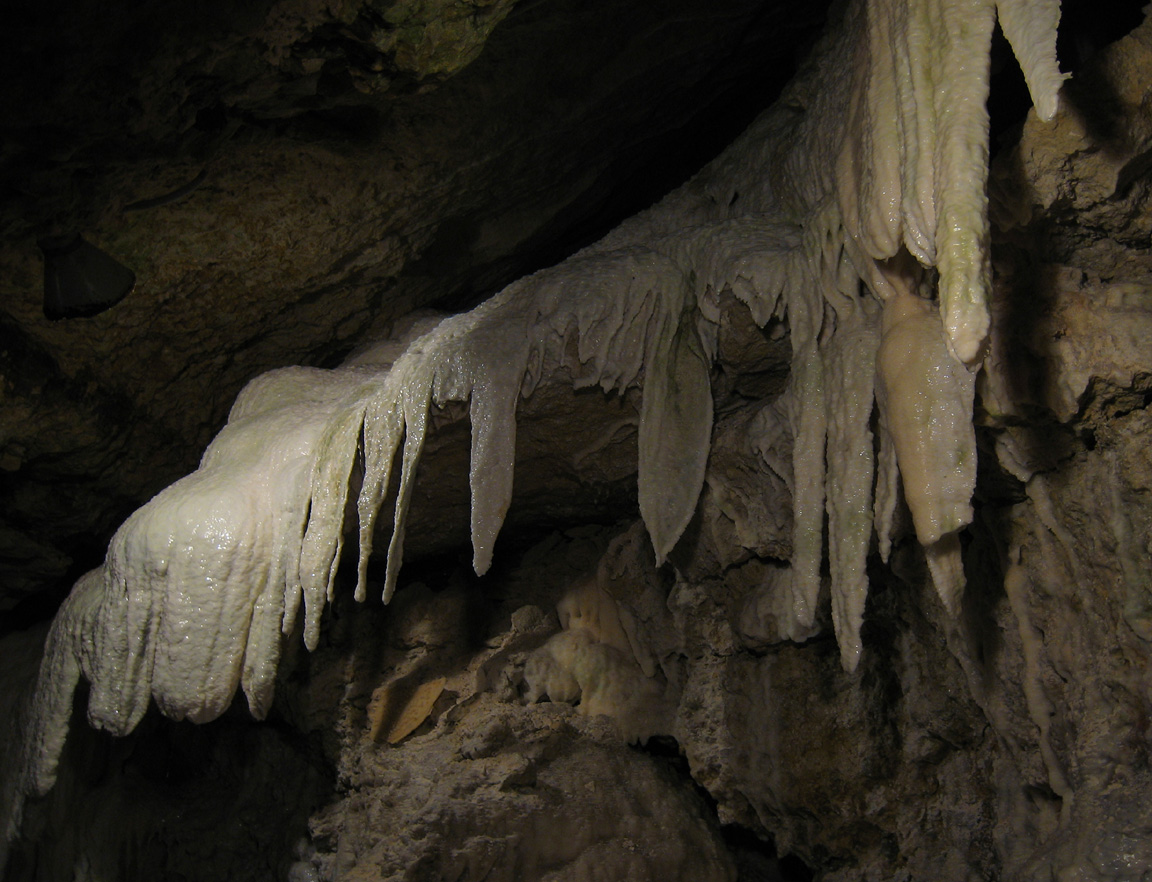
Grotten